# 假獐耳紫堇
假獐耳紫堇（学名：Corydalis hepaticifolia）为罂粟科紫堇属下的一个种。

## 扩展阅读
維基物種上的相關：假獐耳紫堇